# 56e division d'infanterie (Royaume-Uni)
Pour les articles homonymes, voir 56e division.
La 56e division d'infanterie est une division d'infanterie de l'armée territoriale de l'armée britannique, qui a servi sous plusieurs titres et désignations différentes. La division a servi dans les tranchées du front occidental pendant la Première Guerre mondiale. Démobilisée après la guerre, la division fut réformée en 1920 et retrouva son service actif pendant la Seconde Guerre mondiale en Tunisie et en Italie. La division fut de nouveau dissoute en 1946 et réformée d'abord en tant que formation blindée, puis en tant que division d'infanterie avant sa dissolution finale en 1961.